# Jean-Ernest III de Saxe-Weimar
Pour les articles homonymes, voir Jean-Ernest.
Jean-Ernest (22 juin 1664, Weimar – 10 juin 1707, Weimar) est duc de Saxe-Weimar de 1683 à sa mort.
Deuxième fils du duc Jean-Ernest II de Saxe-Weimar et de Christine-Élisabeth de Schleswig-Holstein-Sonderbourg-Franzhagen, il succède à son père conjointement avec son frère aîné Guillaume-Ernest. Dans les faits, son penchant pour l'alcool lui fait abandonner toutes les responsabilités du pouvoir à son frère. À sa mort, Guillaume-Ernest associe nominalement son fils aîné Ernest-Auguste Ier au pouvoir, mais celui-ci ne commence véritablement à régner qu'à la mort de son oncle, en 1728.

## Descendance
Le 11 octobre 1685, Jean-Ernest épouse Sophie-Augusta d'Anhalt-Zerbst (9 mars 1663 – 14 septembre 1694), fille du prince Jean VI d'Anhalt-Zerbst. Ils ont cinq enfants :
- Jean-Guillaume (4 juin 1686 – 14 octobre 1686) ;
- Ernest-Auguste Ier (19 avril 1688 – 19 janvier 1748), duc de Saxe-Weimar ;
- Éléonore-Christiane (15 avril 1689 – 7 février 1690) ;
- Jeanne-Auguste (6 juillet 1690 – 24 août 1691) ;
- Jeanne-Charlotte (23 novembre 1693 – 2 mars 1751).
- Jeanne-Emilie (18 septembre 1694-13 juin 1756 ).

Le 4 novembre 1694, Jean-Ernest se remarie avec Charlotte-Dorothée-Sophie de Hesse-Hombourg (17 juin 1672 – 29 août 1738), fille du landgrave Frédéric II de Hesse-Homburg. Ils ont quatre enfants :
- Charles-Frédéric (31 octobre 1695 – 30 mars 1696) ;
- Jean-Ernest (IV) (25 décembre 1696 – 1er août 1715), musicien et compositeur ;
- Marie-Louise (18 décembre 1697 – 29 décembre 1704) ;
- Christiane-Sophie (7 avril 1700 – 18 février 1701).